# LGBT centar Split
LGBT centar Split je gradska civilna platforma (od 2020. društveno-kulturni centar) utemeljena s ciljem okupljanja udruga LGBTIQ+ predznaka, zaradi stvaranja substancijalnijeg središta kulturnog i društvenog života LGBTIQ+ populacije na području Splita i okolice. Aktivnosti se organiziraju prvenstveno u prostorijama LGBT centra smještenom u staroj gradskoj jezgri Splita.
Platformu su u početku činile udruge queerANarchive, Queer Sport Split, Flomaster (ugašena), Domine, Uzgon, Rišpet (ugašena) i Platforma Doma mladih. Na načelima sudioničkom upravljanja i na vrijednostima inkluzivnosti, tolerancije, nenasilja, antifašizma i querfeminizma u Platformi su do danas aktivne udruge: Domine, queerANarchive, Queer Sport Split i Split Pride.
Programi platforme LGBT centra obuhvaćaju aktivnosti koje se tiču javnog zagovaranja, organiziranja javnih okupljanja, informiranja i edukacije zajednice i javnosti o temama iz LGBTIQ+ života, psihološke podrške te organiziranja društvenih i kulturnih događanja s ciljem promicanja LGBTIQ+ kulture. Djelovanje Platforme LGBT centra Split do sada su podržavali gradska uprava Splita, mreža Clubture, Europske snage solidarnosti i Zaklada Kultura Nova. 
Prostor LGBT centra Split otvoren je 24. svibnja 2014. kao prvi takve vrste u Dalmaciji. Nakon otvorenja, Centrom je upravljala udruga Rišpet koja se ponajviše posvetila javno-zagovaračkim aktivnostima.

## Djelovanje
LGBT Centar u svom djelovanju (unutar i van svog fizičkog prostora) organizira javno zagovaračke aktivnosti poput splitske Povorke ponosa, društveno kulturna događanja kao što su zabave, buvljaci i sportsko rekreativne aktivnosti, edukativne radionice, tribine i slično, a od 2019. godine Centar kontinuirano pruža i besplatnu psihološku pomoć LGBTIQ+ osobama. Gašenjem Rišpeta - LGBT centar preuzima gore spomenuta platforma udruga.

## Vanjske poveznice
- LGBT centar Split prvi web  Arhivirana inačica izvorne stranice od 28. listopada 2020. (Wayback Machine)
- aktualna web stranica LGBT centra Split